# Котів (Рівненський район)
Ко́тів — село в Україні, у Рівненському районі Рівненської області. Населення становить 675 осіб.

## Населення

### Мова
Розподіл населення за рідною мовою за даними перепису 2001 року:
| Мова       | Кількість | Відсоток |
| ---------- | --------- | -------- |
| українська | 675       | 100%     |

## Історія
Село Котів  примикає до Нової Українки зі сходу. Село було перенесене на сучасне місце розташування в 1950 році з правого берега Горині, де споруджували військовий полігон (13 армії та військ ППО). Теперішній Котів, як і Нова Українка, розміщений на землях Креховецької Осади й зараз нараховує близько 200 дворів, 675 мешканців.
Церкву Воздвиження Господнього Хреста тут збудували в 1989 році, а в покинутому селі — під кінець XVI століття.
Котів з Надгориння уперше згадує акт 1445 року. У ньому сказано, що за вірну службу князь Швидригайло дарує Петрашкові Ланевичу Мильському село «Котов». Грамота 1518 року засвідчує Котів двома різними формами: «из Котовым» та «из Котиным», а запис під 1535 роком згадує «котовские бендюги», пущені на сплав Горинню до «Першкова» (Олександрії).
Два роки опісля возний подає скаргу на річицьких селян , які спустошили «котовские луга». В ті часи хати знаходилися на одному, правому березі Горині. Зараз Котів перенесено на лівий берег, Річиця лишилася на правому, межує з військовим полігоном. Частково жителі Річиці, землі помешкань яких підпадали під полігон, розселені в селах Дуби, Котів, Шубків. Під кінець XVIII століття «деревня» Котів, єпархіально підпорядкована Річиці, належала до Єрофея Готського, Семашка. Тоді вона під іменем «Котово», «Котова» мала 35 дворів, 296 мешканців. В її околиці були просторі лісомасиви з орними «нивками», розлогі луги, пасовища, ставки, озера й невелика пристань, неподалік якої Вільшанка приводила в рух водяний млин. Котівці тоді славились кошикарством, лісовим бджільництвом.
Назва Котів походить від прізвища (прізвиська) Кот, а, можливо, і від такого ж імені, що, подібно болгарському Кото, пішло з наймення Костянтин «стійкий, сильний». Але прізвище Кот (одне з найпоширеніших у Польщі), могло увібрати значення «хитра, підлісна людина», як у вислові «спритний (хитрий), як кіт». Існує навіть спроба пов'язати наше Кот із німецьким Коттар «будівничий». На такому тлі міркувань Кот може мати й не український ґрунт. У записах особова назва Кот (Кото) відбите з XV століття: «Кот Мещерский убит в1571 г. под Москвой татарами»; «Иван Котов, дьяк кн. Михайла Верейского,1482 г.» Можливо, до назви Кот має певне відношення згадане під 1202 роком наймення половецького князя Котань (Сутойович).
Котів є ще в трьох місцях України, і один з них коло річки Конопельки сусідньої Волинської області. Але відомі теж: Котівка, Коти, Котівщина. У Котові іменовані дільниці: Виспа - «висотне місце серед низини»; Безодня - «куток над проваллям»; Од ферми куток; Середній бік; поля — Ліщина - «місце, де росте ліщина»; Карлівщина - «на маєтності Карла»; луги — Макові луки «ніби в заростях дикого маку»; Коло Іванового рову - «на маєтності Івана»; Волошкова лука - «неподалік садиби Волошка»; долини — Жидівський яр, «місце, де німецькі фашисти розстріляли 500 євреїв»; Водяна долина - «жолобиста низина із застійною водою»; Коло Великої річки - «неподалік струмка, що витікає з-під джерельних висот»; До піщанки - "в напрямку піщаного кар'єру; пам'ятні (меморіальні) об'єкти — Божа сосна «на сосні була вирізана ікона Божої Матері»; Іванів дуб; болота — Тоїще, Чорне, Чортове. Іван Трохимчук згадав кілька найменувань з утраченого Котова: Балярка - «луг, де випасали овець»; Громак - «поле, всіяне громишом»; Залав'я - «по другому боці урочища Лава — широкої смуги ґрунту в 2 га»; Оболоння - «луг, прилеглий до озера»; Заказник - «лісозаповідник»; Ваканці - «пустуючі землі»; За квосою - «луг за канавою»; Вільшник - «річка в заростях вільхи»; Нивки, Помірки.

### Легенда про походження назви села Котів

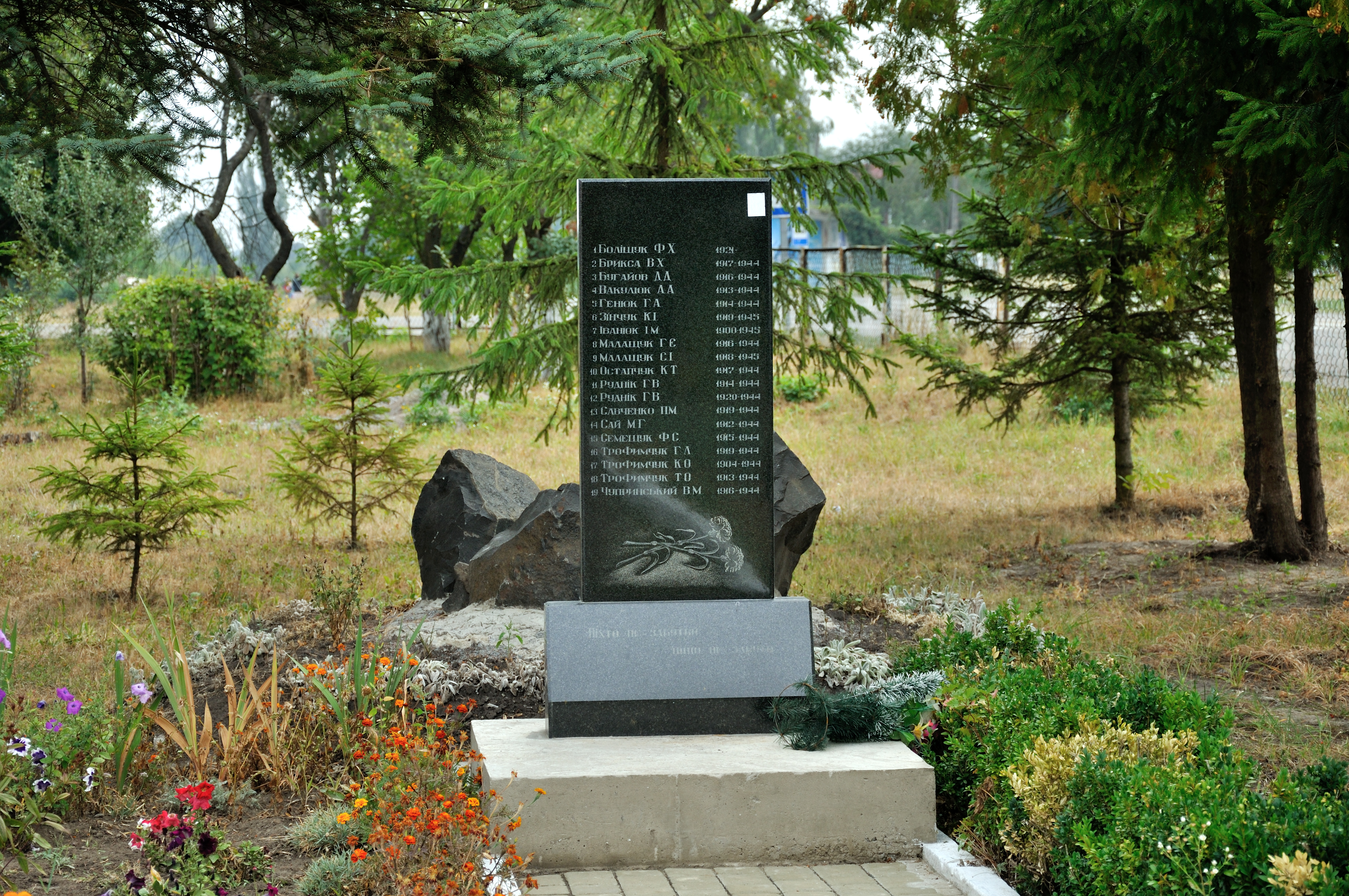
Пам'ятник воїнам- землякам, с. Котів,.jpg

Село знаходилося на шляху від Дорогобужа до Пересопниці, які були столицями удільних князівств. На ці землі часто робили набіги монголо-татарські орди. Село було спалене, а жителі катовані. Саме тому назва села й походить від слова «катувати». Пізніше землі стали належати поміщиці Рясницькій. Та місцевість ця була мало придатною для ведення господарства. Якось поміщиці спало на думку заселити ці землі. Послала вона своїх підданих розчистити ділянки землі від різних заростей. Першими, хто поселився тут були Семещуки, Трохимчуки та Кашецькі, нащадки яких ще досі мешкають у цьому селі.
(Заяв. від Семещук Євгенії).

## Історія Котівської ЗОШ І-ІІІ ступенів

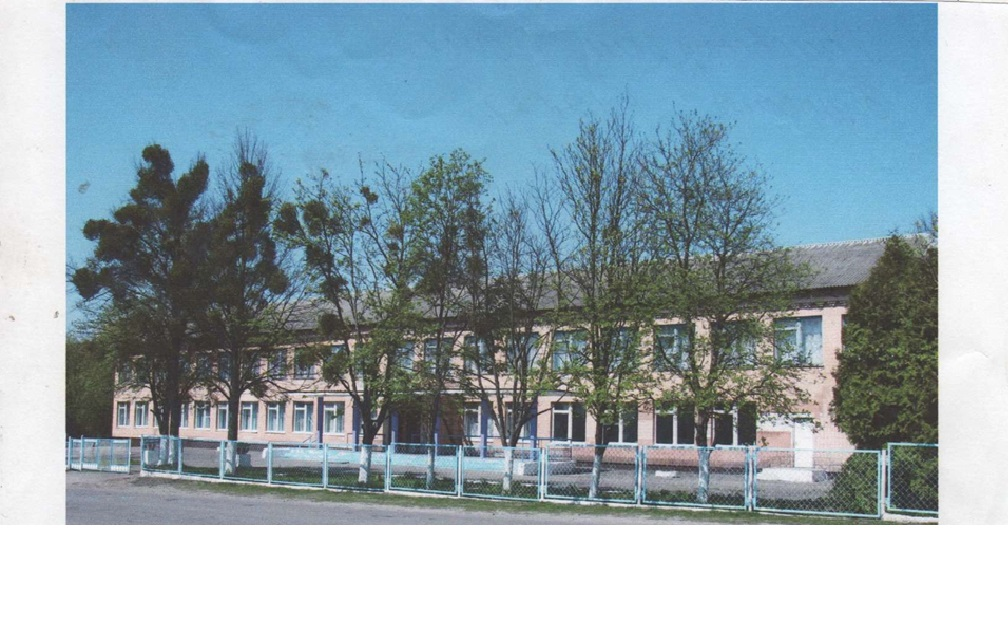
школа

За умовами Ризького мирного договору у 1921 році село Котів перейшло до Польщі.
Село належало до осади Гілеревої, де була чотирикласна школа, яка розміщувалася в хаті Денищука Григорія Петровича. Це була школа для дітей українців. Поляки мали свою школу в сусідньому селі Майдан. Вона була семирічною. Навчання велося на польській мові. Школа була платна. В школі для дітей українців викладали вчителі українською мовою, лише історія Польщі вивчалася польською мовою. Навчання було безкоштовним. Діти вивчали елементаж (польська мова), руську мову (українська мова), рахунки (математика), 2 рази на тиждень (у суботу і середу) приходив священик.
1 клас — «Буквар», 2 клас — «Книжечка», 3 клас — «Життя і праця», 4 клас — «Промінь». На початку і в кінці уроку молилися. В кінці уроку хлопці та дівчата кланялися вчителю. Українські діти віталися: «Добрий день». Польські  — вставали і говорили «День добрий». У школі не дозволялося голосно говорити, а тим більше кричати чи бігати.
В 1944 році, відступаючи, німецькі загарбники спалили школу. Після звільнення села радянськими військами навчання в селі було відновлене. Діти навчалися в одній із хат, поки не збудували школу. Школа була дерев'яною. Мала два поверхи. Навчала дітей Неліда Ольга Іллівна.
В 1950 році  село було переведене на нове місце. Село назвали Котів, а за попереднім селом збереглася назва Старий Котів. На новому місці в полі збудували школу. Завідував школою Бичковський Борис, українську мову викладала Матвієнко Ніна Олександрівна. Жили вчителі на квартирі Пацюка Степана Мусійовича. Вчителька історії із Рисв'янської школи Галина Феодосіївна проводила політгурток «Просвіта». На засіданнях гуртка ознайомлювали з історією України, природними умовами, географією України.
Після війни в школі навчалося багато переростків. Не завжди була хороша дисципліна.
До виховних позакласних заходів залучалася молодь. Часто організовувалися концерти. Серед молодих активістів  були: Денищук Феодосій Талимонович (грав на гармошці), Жовтуля Володимир Іванович (грав на мандолині). Рогальський Федір (грав на гітарі). 
В.1967 році директором Котівської початкової школи було призначено Янчука Євгена Андрійовича. В школі навчалося близько 50 дітей, а учні 5-10 класів змушені були відвідувати школу у сусідніх селах (Шубків, Рисвянка). Саме тому з ініціативи Янчука Є. А. та при активній участі жителів села в 1972 році було збудовано сучасну двоповерхову будівлю Котівської середньої школи.

### Паспорт школи
Школа побудована в 1972 році.
Школа п'ятиденка.
Школа з денною формою навчання.
Загальна площа — 2005 м.кв.
Працює 33 вчителів.
звання «Старший вчитель» — 4,
10 — має вищу категорію, спеціаліст І категорії — 6,
спеціаліст II категорії — 4.
Навчається 234 учні.
Класів — 16.
Навчальних кабінетів — 12.
спортивний зал;
комп'ютерний клас з виходом в Інтернет;
Кабінет медичної сестри
методичний кабінет
навчальна майстерня.
Виховні центри: їдальня
кімната школяра
бібліотека

### Гордість школи
- Трофімчук Володимир Миколайович — викладач РДГУ, аспірант Національного педагогічного університету ім. М. П. Драгоманова в м. Київ;
- Глущук Григорій — підполковник ЗСУ;
- Шукапюк Іван — підполковник ЗСУ;
- Лецкалюк Микола — полковник ЗСУ;
- Потурай Микола — полковник ЗСУ.
- ЗО випускників стали вчителями.

Написано із слів старожилів Котова Денищука Федося Талимоновича, Денищука Василя Івановича, Самчук Антоніни Федорівни.
Матеріал зібрала вчитель історії Котівської загальноосвітньої школи Трофимчук Надія Іванівна.

### Бібліотека села Котів
Котівська публічно-шкільна бібліотека займає два приміщення: при ФАПі, та в Котівській ЗОШ І-ІІІ ступенів. Загальна площа 45 м.кв.
Книжковий фонд 10824,
Дитячий фонд 6779.
Підручників 2064
Бібліотека обслуговує 495 читачів, з них 255 дітей.
З 1980 року завідує бібліотекою Михалюк Любов Євгенівна.
Книжковий фонд систематично поповнюється новою літературою, зокрема краєзнавчою. Бібліотека проводить масові заходи до знаменних і пам'ятних дат, покращена якість бібліотечних послуг.

## Ветерани Великої Вітчизняної війни

### Добродій Іван Прокопович
Народився в 1916 році в селі Річиця Гощанського району Рівненської області, проживав у селі Котів.
Рік призову на фронт: 28.08.1944 року.
Брав участь у боях за Сталінград, Курськ, Варшаву.
Нагороджений орденом «Вітчизняної війни І ступеня» № 6332911, посвідчення № 633811.
Нагороджений медаллю «За победу над Германией в Великой Отечественной войне 1941—1945 годов» 28.04.1947 року.
Помер у 1996 році в селі Котів.

### Катеринчик Афанасій Лаврентійович
Народився: у 1909 році селі Річиця Гощанського району Рівненської області, проживав в селі Котів
Рік призову на фронт - 1944.
Воював на першому Білоруському фронті. Був учасником боїв під Березіно «Бобруйський котел», визволяв міста Мінськ, Пінськ.
Був тяжко поранений в битві під Калносом.
Реабілтацію після поранення проходив у військовому госпіталі м. Омськ.
Нагороджений орденом «Вітчизняної війни II ступеня» № 1621834, посвідчення № 767234.
Нагороджений медаллю «За победу над Германией в Великой Отечественной войне 1941—1945 годов» 16.08.1950 року.

Помер у 1986 році у селі Котів.